# 大石航
大石 航（おおいし わたる、2002年4月6日 - ）は、静岡県榛原郡吉田町出身のプロ野球選手（投手）。左投左打。くふうハヤテベンチャーズ静岡所属。

## 経歴
吉田町立吉田中学校では小笠浜岡リトルシニアに所属していた。2学年上に奈良間大己、同級生に二俣翔一がいた。
藤枝明誠高等学校に進学し、2年次の秋季大会では高橋宏斗、中山礼都を擁する中京大学附属中京高等学校との準決勝で登板するが6回途中で8失点を喫し敗北した。
日本経済大学に進学し2年次に公式戦デビューしその後もコンスタントに試合に出場した。2学年上に古賀輝希、同級生に林冠臣がいた。
前年よりウエスタンリーグに参入したくふうハヤテベンチャーズ静岡のトライアウトに参加し、2024年12月16日に入団が発表された。背番号は30。